# Christian Friedrich von Römer
Christian Friedrich Römer, ab 1912 von Römer (* 3. August 1854 in Sindelfingen; † 25. Februar 1920 in Stuttgart), war Stiftsprediger und Prälat von Württemberg.

## Leben
Von Römer studierte von 1872 bis 1877 Philosophie und Theologie an der Universität Tübingen. Er war seit 1872 Mitglied der burschenschaftlichen Studentenverbindung Verbindung Normannia Tübingen. Eine wissenschaftliche Reise führte ihn Ende 1881/Anfang 1882 nach Norddeutschland, England und Schottland. Er war 1891 Pfarrer in Tübingen, 1895 Dekan in Nagold, 1909 Dekan in Tübingen, 1911 Stiftsprediger in Stuttgart. 1912 wurde ihm Titel und Rang eines Prälaten verliehen; von dem damit verbundenen Personaladelsprädikat hat er jedoch keinen Gebrauch gemacht. Er war ein eindringlicher Prediger, eifriger Seelsorger und verstand, auf die Jugend zu wirken. 1896 übernahm er die Redaktion des Evangelischen Kirchenblatts für Württemberg, die er bis zu seinem Tode versah. Er machte dieses Blatt mit einer Fülle eigener Beiträge zum Organ der konservativen Richtung, in derselben Weise wirkte er auch über Württemberg hinaus in Vereinen und Verbänden. Im Lande selber gründete er 1894 als Sammlung der konservativen Kräfte die Evang.-kirchl. Vereinigung. Mit dem Stuttgarter Amt übernahm er den Vorsitz im Ausschuss der Württembergischen Bibelanstalt und damit die Leitung des Werks und die Vorbereitung und Durchführung des hundertjährigen Jubiläums 1912.